# Dol (gmina Gornji Grad)
Dol – wieś w Słowenii, w gminie Gornji Grad. W 2018 roku liczyła 28 mieszkańców.